# Jakob Schunk
Jakob Schunk (* 7. Januar 1902 in Niederkirchen; † 24. Februar 1976 in Pirmasens) war ein deutscher Politiker (SPD). Er war von 1945 bis 1967 Oberbürgermeister der Stadt Pirmasens und von 1967 bis 1971 Abgeordneter im Landtag von Rheinland-Pfalz.

## Leben
Nach dem Besuch der Volksschule war Schunk von 1915 bis 1929 als Facharbeiter in der Schuhindustrie tätig. Er hatte sich von 1915 bis 1917 an einer Fortbildungsschule weitergebildet und war von 1929 bis 1930 Hörer an der Akademie der Arbeit in Frankfurt am Main. Von 1932 bis 1940 arbeitete er als Angestellter im Einkauf und in der Buchhaltung einer Schuhfabrik und von 1940 bis 1945 war er kaufmännischer Leiter eines Bauunternehmens. 1945 übernahm er die kommissarische Leitung des Arbeitsamtes Pirmasens.
Schunk trat 1919 in die SPD ein und setzte seine politische Tätigkeit nach 1945 fort. Am 23. Juni 1945 wurde er von der US-amerikanischen Militärregierung als kommissarischer Oberbürgermeister in Pirmasens eingesetzt und am 15. September 1946 im Zuge der ersten freien Kommunalwahlen im Amt bestätigt. Nach mehrmaliger Wiederwahl schied er 1967 aus dem Amt des Oberbürgermeisters. In seine Amtszeit fiel 1965 die Begründung der Städtepartnerschaft mit der französischen Gemeinde Poissy. Des Weiteren fungierte er als Aufsichtsratsvorsitzender der Bauhilfe GmbH.
Von 1951 bis 1967 war Schunk Mitglied des Bezirkstags und des Bezirksausschusses der Pfalz. Bei der Landtagswahl 1967 wurde er als Abgeordneter in den Landtag von Rheinland-Pfalz gewählt, dem er bis 1971 angehörte. Im Parlament war er Mitglied des Ausschusses für Wirtschaft und Verkehr.
Jakob Schunk war verheiratet und hatte drei Kinder.

## Ehrungen und Auszeichnungen
- 1967: Verdienstkreuz 1. Klasse der Bundesrepublik Deutschland
- Jakob-Schunk-Straße in Pirmasens